# Antitrotonotus gabonensisi
Antitrotonotus gabonensisi är en fjärilsart som beskrevs av Sergius G. Kiriakoff 1966. Antitrotonotus gabonensisi ingår i släktet Antitrotonotus och familjen tandspinnare. Inga underarter finns listade i Catalogue of Life.